# Вента-дель-Моро
Вента-дель-Моро (ісп. Venta del Moro) — муніципалітет в Іспанії, у складі автономної спільноти Валенсія, у провінції Валенсія. Населення — 1473 особи (2010).

## Географія
Муніципалітет розташований на відстані близько 230 км на південний схід від Мадрида, 85 км на захід від Валенсії.
На території муніципалітету розташовані такі населені пункти: (дані про населення за 2010 рік)
- Касас-де-Моя: 82 особи
- Касас-де-Прадас: 101 особа
- Касас-дель-Рей: 74 особи
- Харагуас: 190 осіб
- Лос-Маркос: 86 осіб
- Лас-Монхас: 90 осіб
- Вента-дель-Моро: 850 осіб

## Демографія
Динаміка населення (INE ):

## Галерея зображень

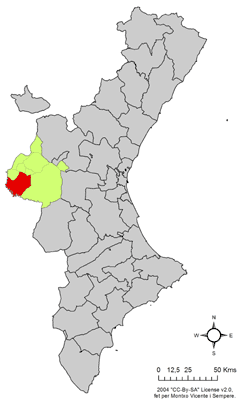
Розташування муніципалітету Вента-дель-Моро у автономній спільноті Валенсія
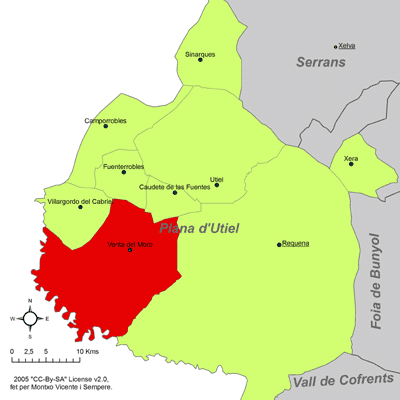
Розташування муніципалітету Вента-дель-Моро у комарці Рекена-Утьєль